# Les Hommes (film, 1973)
Pour les articles homonymes, voir Les Hommes.
Pour plus de détails, voir Fiche technique et Distribution.
Les Hommes est un film policier français réalisé par Daniel Vigne en 1973

## Synopsis
Fantoni, truand du milieu corse, purge une peine pour un crime qu'il n'a pas commis, le meurtre d'un parrain de la mafia. À sa sortie de prison, il se venge et liquide ses anciens associés. Le milieu ne peut tolérer que Fantoni s'attaque aux siens et met un contrat sur sa tête. Vinci, ami de longue date de Fantoni, est chargé de la besogne.

## Fiche technique
- Réalisateur : Daniel Vigne
- Scénario : Léo Carrier
- Photographie : Jean Charvein
- Musique : Francis Lai et Christian Gaubert
- Chanson : Autant mourir au soleil, paroles de Léo Carrier, musique de Francis Lai, interprétée par Nicoletta
- Son : Jean Charrière et Alain Lachassagne
- Montage : Laurence Leininger
- Photographe de plateau : André Perlstein
- Année de production : 1972
- Pays de production :  France
- Durée : 100 min
- Date de sortie : France: 15 mars 1973

## Distribution
- Michel Constantin : Marius Fantoni, dit "Fanto"
- Marcel Bozzuffi : Félix Vinciguerra, dit "Vinci"
- Angelo Infanti : Ange Leoni
- Henry Silva : Everett
- Nicole Calfan : Nunzia Marchetti
- Vittorio Sanipoli : Grisoni
- Denis Manuel : Sauveur Leoni
- Francis Linel : Francis Marchetti, dit "Francis le boîteux"
- Michel Bertay : Commissaire divisionnaire Villedieu
- Marco Perrin : Commissaire Maestracci
- Bernard Defive : Paulo
- Yves Gabrielli : Simon Castelli
- George Birt : Sam
- Antoine Negrel : Pascal, le patron du bar.
- Marie-Pascale Nesi : Angèle
- Léo Carrier : François
- André Bollet : Raphaël Bozzoconi
- Jean Luisi : Dominique Michaeli
- René Aranda : un magistrat
- Marc Arian : le Président du tribunal correctionnel
- Georges Alband
- Jean Franval
- Michael Maazel
- Gines Sirera
- Gilbert Mingeaud
- Claude Robin
- Mario Fabiani
- Mario Sarredi
- Joseph Marchetti
- Claude Winter

## Autour du film
- Le Lockheed L-12 Electra Junior immatriculé F-BJJY est visible dans le film. Il s'agit d'un L-12A civil réquisitionné par l’US Navy (BuNo 02947, c/n 1287). Cette désignation constitue une anomalie, le XR3O-1 étant un Model 10B Electra. Utilisé par l'Attaché Naval américain à Londres, cet avion fut racheté en 1945 par Sydney Cotton (G-AGTL) avant de passer sur le registre français (F-BJJY puis F-AZLL). Il a été victime d'une rupture de train à l'atterrissage en 2007. Au moment du tournage, il appartient à la société de transport aérien Escadrille Mercure, achetés entre 1957 et 1960 et utilisés en particulier entre le continent et la Corse[1]. Ils effectuent leur dernier vol au sein de cette compagnie le 8 juin 1981.

- L'histoire du film est inspiré par l'affaire du Combinatie.